# Fiłołogiczeskije zapiski
Fiłołogiczeskije zapiski (ros. Филологические записки) – najstarsze rosyjskie czasopismo naukowe poświęcone badaniom rozmaitych zagadnień dotyczących języka i literatury w ogóle, komparatystyki, języka i literatury rosyjskiej oraz dialektów słowiańskich, publikowane w Woroneżu jako dwumiesięcznik pomiędzy 1860 a 1917 rokiem.

## Zawartość czasopisma
W czasopiśmie publikowano artykuły słynnych europejskich filologów, takich jak Max Müller, John Mill, William Whitney, Ernest Renan, Georg Curtius, August Schleicher, Carl Becker, Karl Heyse, Hippolyte Taine, Louis Leger, a także tłumaczenia starożytnych autorów, jak Platon, Teofrast, Eurypides, Lukian, Horacy, Cyceron, Wergiliusz. Ponadto w czasopiśmie publikowało swe prace wielu znanych rosyjskich uczonych oraz autorów z krajów słowiańskich: Aleksandr Afanasjew, Fiodor Busłajew, Jan Niecisław Baudouin de Courtenay, Jakow Grot, Aleksandr Wiesiełowski, Władimir Dal, Luben Karawełow, Izmaił Sriezniewski.
W XIX wieku „Notatki Filologiczne” wniosły bardzo znaczący wkład w tłumaczenie tekstów naukowych z zakresu filologii i językoznawstwa ogólnego na język rosyjski. Zanim Aleksiej Chowanski rozpoczął działalność redaktorską, na język rosyjski przetłumaczono zaledwie cztery artykuły poświęcone powyższym tematom.
Jednym z pierwszych sukcesów Chowanskiego na polu wydawniczym było tłumaczenie wykładów Maxa Müllera, wygłoszonych na Uniwersytecie Oksfordzkim. Wykłady te zostały opublikowane po rosyjsku w Woroneżu zaledwie trzy lata po ich wydaniu w Oksfordzie w 1863 roku. W tych latach głównym przedmiotem zainteresowań Chowanskiego było językoznawstwo porównawcze, które niebawem miało się stać podstawą dla etnologii i antropologii kulturowej. Jednym z ważnych tłumaczeń z języka angielskiego opublikowanych w „Notatkach Filologicznych” było dzieło Williama Whitneya (założyciela amerykańskiej szkoły językowej) The Life and Growth of Language. An Outline of Linguistic Science. W 1867 roku w czasopiśmie opublikowano też tłumaczenie artykułu Johna Milla The Value of Art in the General System of Education.
W rosyjskim Archiwum Państwowym literatury i sztuki zachowały się listy, które wymieniali ze sobą polski językoznawca Jan Baudouin de Courtenay i Aleksiej Chowanski.

## Odbiór
W XIX wieku czasopismo cieszyło się wielkim uznaniem nie tylko w Rosji, ale również na uniwersytetach w Paryżu, Lipsku, Pradze, Zagrzebiu, Berlinie, Jenie, Wiedniu, Uppsali, Strasburgu oraz na uczelniach amerykańskich. Do powstania w 1879 w Warszawie „Rosyjskiego Biuletynu Filologicznego” czasopismo Chowanskiego pozostawało jedynym w Rosji wydawnictwem poświęconym problemom filologii, nauczaniu języka rosyjskiego  i literatury.
Założone przez Aleksieja Chowanskiego w 1860 roku czasopismo ukazywało się regularnie do 1917, kiedy to językoznawstwo porównawcze zostało uznane w ZSRR za „naukę burżuazyjną”, zaś wydawanie czasopisma zawieszono. Czasopismo zostało reaktywowane w roku 1993 na Wydziale Filologicznym Uniwersytetu w Woroneżu.